# Федорин, Дмитрий Корнеевич
Дмитрий Корнеевич Федорин (30.04.1913 — 06.12.1971) — помощник командира взвода 1052-го стрелкового полка 301-й стрелковой дивизии 5-й ударной армии 1-го Белорусского фронта, старший сержант. Герой Советского Союза.

## Биография
Родился 30 апреля 1913 года в селе Пятигорцы ныне Лубенского района Полтавской области. Украинец. Окончил начальную школу. Работал в колхозе имени Мичурина.
В 1943 году призван в ряды Красной Армии. В боях Великой Отечественной войны с сентября 1943 года. Воевал на 3-м Украинском и 1-м Белорусском фронтах. Был ранен.
В апреле 1945 года войска 1-го Белорусского фронта вели завершающие бои по разгрому Германии. Во время прорыва сильно укрепленной обороны врага в районе города Гольцев мужество и находчивость проявил помощник командира стрелкового взвода 1052-го стрелкового полка Д. К. Федорин. В составе штурмовой роты взвод действовал на переднем крае. В ходе боя был тяжело ранен командир взвода. Старший сержант Д. К. Федорин взял командование подразделением на себя и повёл бойцов на штурм вражеских укреплений. Ворвавшись во вражеские траншеи, воины вступили в рукопашную схватку, в которой уничтожили 35 противников. Стремительная атака взвода помогла стрелковому батальону прорвать оборону противников в районе населённого пункта Хеммерсдорф.
17 апреля 1945 года в бою за Хеммерсдорф был тяжело ранен командир роты. В сложной обстановке старший сержант Д. К. Федорин возглавил роту, повёл её на штурм населённого пункта и овладел им. Окрыленные успехом, воины в этот же день захватили населенный пункт Буков. В боях за Буков рота под командованием Д. К. Федорина уничтожила около 75 и пленила 110 солдат противника.
В ночь на 24 апреля 1945 года подразделение старшего сержанта Д. К. Федорина получило боевое задание форсировать Шпрее в районе Трептова. Действуя с исключительной смелостью и отвагой, рота первой на своем участке форсировала реку и закрепилась на захваченном плацдарме. Противники пошли в контратаку. Д. К. Федорин умело организовал оборону. Наши воины подбили два танка и уничтожили до полусотни противников. Развивая наступление на улицах предместья Берлина, рота Д. К. Федорина отбила ещё несколько контратак противника. В критические минуты боя старший сержант лёг за станковый пулемёт и метким огнём уничтожил десятки вражеских солдат и офицеров. 29 апреля 1945 года командир был тяжело ранен.
Указом Президиума Верховного Совета СССР от 31 мая 1945 года за мужество и героизм, проявленные в боях за Берлин, старшему сержанту Дмитрию Корнеевичу Федорину присвоено звание Героя Советского Союза с вручением ордена Ленина и медали «Золотая Звезда».
После окончания Великой Отечественной войны демобилизовался. Жил в родном селе. Работал в колхозе, затем заместителем председателя сельсовета. Скончался 6 декабря 1971 года.
Награждён орденами Ленина, Отечественной войны 1-й степени, медалями.
Имя Героя носят Михновская средняя школа Лубенского района и улица в селе Пятигорцы.